# Elektrit Rival
Elektrit Rival – radioodbiornik produkowany przez polską firmę Elektrit w sezonie 1935/1936. Był to odbiornik średniej klasy, a odbiorniki o podobnej konstrukcji były najpopularniejsze w latach 30. Produkowane były cztery jego wersje - Z, S, B, U (odpowiednio - na prąd zmienny, stały, na baterie i uniwersalny - na prąd zmienny i stały), cena odpowiednio - 280/320/200/315 zł.
Był to odbiornik reakcyjny jednoobwodowy, wyposażony w trzy lampy: dwie triody AR4101, pentodę głośnikową PP430 oraz diodę prostowniczą V430 (diod nie liczy się do liczby lamp w odbiorniku, uwzględnia się tylko lampy 'grające'). Pierwsza lampa pracowała jako wzmacniacz wysokiej częstotliwości, druga jako detektor reakcyjny lub wzmacniacz wstępny m.cz. dla gramofonu, trzecia jako lampa mocy dostarczająca sygnał do głośnika (dynamicznego). Odbiornik posiadał trzy zakresy fal – długie, średnie i krótkie, oraz potrafił pracować jako wzmacniacz do gramofonu. Zamknięty był w prostej, acz eleganckiej drewnianej obudowie o układzie pionowym, fornirowanej. Jej wymiary to 29,5 x 31,5 x 20 cm.